# Retablo cerámico de San José de Benaguacil
El retablo cerámico de San José es un panel de cerámica policroma que se ubica en la calle de San José, número 13, en el municipio de Benaguacil (Valencia). Es uno de los seis paneles de cerámica devocional presentes en la población. Se trata de un conjunto realizado a finales del siglo XVIII. Está protegido como bien de relevancia local en base a la declaración genérica de 11 de junio de 1998, teniendo el número de inventario IGPCV 46.051-9999-000010.

## Contexto
Desde el último tercio del siglo XVIII, comenzaron a proliferar en la región mediterránea los paneles devocionales, como este de San José, sustituyendo la tradición medieval y barroca de erigir altares en las calles de las localidades.Estas nuevas formas de expresión religiosa tienen origen probable en Italia porque ya en el siglo XVI existen una multitud de placas cerámicas devocionales en zonas urbanas, sobre todo en el sur del país.Se establece como un punto de apoyo para los ritos de devoción popular. 
Colocar los paneles en las calles, especialmente en ubicaciones estratégicas como intersecciones o cruces, respondía a la necesidad de que las imágenes fueran visibles para todos los transeúntes desde diferentes perspectivas.En el caso del panel de San José en Benaguacil, su ubicación responde a esta lógica, facilitando tanto el culto como su participación en eventos religiosos y festivos de la calle de la que es patrón.
A diferencia de otras obras religiosas, estos paneles solían ser promovidos e impulsados por los vecinos de las comunidades, más que por instituciones eclesiásticas. Cumplían una cierta variedad de funciones relacionadas con la religiosidad popular, desde solicitar protección o ayuda divina, hasta ser un medio para la predicación y un punto central en ceremonias festivas locales.En particular, el panel cerámico de San José ha estado vinculado a la actividad agrícola de la localidad.

## Descripción
Se ubica en la fachada principal del edificio, al nivel del primer piso, a la izquierda de la barandilla de hierro del balcón sobre el portal.
El retablo tiene un formato rectangular vertical con unas dimensiones de 0,84 x 0,63 metros. Está compuesto por un total de 12 piezas, un diseño común en este tipo de obras.Cada pieza tiene dimensiones individuales de 0,21 x 0,21 metros.
La hornacina que alberga el retablo presenta un nicho profundo sin decoración, cuyas dimensiones coinciden con las del panel. Construido en mampostería enlucida y recubierto actualmente por una capa de cemento gris, el nicho también adopta un formato rectangular vertical.
En términos de conservación, el retablo presenta un riesgo muy alto de destrucción, mientras que el estado de la hornacina es relativamente estable. Los azulejos números 4, 5, 7 y 12 del panel muestran roturas significativas, y los números 1, 4, 7, 8 y 9 han perdido pequeños fragmentos. [Datos actualizados el 21/12/24].

### Iconografía
El panel representa a San José de pie, siguiendo las convenciones de la iconografía tradicional antigua.Se le muestra como un hombre anciano, con cabello blanco y larga barba. Su vestimenta incluye una túnica azul y un manto amarillo o dorado. En su mano izquierda sostiene una vara de nardo florida que es el atributo más característico de San José que simboliza su elección como esposo de María y padre terrenal de Cristo.En su brazo derecho lleva al Niño Jesús.
La composición se enmarca en la iconografía habitual utilizada en imágenes devocionales dedicadas a San José. En el caso de los paneles de cerámica, el dibujo del santo se creaba generalmente con un estarcido permitiendo reproducir de una estampa de bulto. El paisaje al fondo se añadía generalmente por el taller.En el caso del retablo de San José, en el fondo, se observa una nube en el lado derecho y una cortina verde recogida a la izquierda.
El borde del panel presenta una moldura lisa, de líneas rectas, con colores amarillo y naranja. Todo el conjunto está realizado mediante pintura polícroma sobre cerámica vidriada, con un fondo estannífero liso y perfiles delineados en manganeso.